# Fabian Tait
Fabian Tait (Salorno sulla Strada del Vino, 10 febbraio 1993) è un calciatore italiano, centrocampista e capitano del Südtirol, squadra di cui è altresì primatista assoluto di presenze in gare ufficiali.

## Caratteristiche tecniche
È un centrocampista-mezzala di piede destro, impiegabile anche come terzino destro; ha una fisicità importante ed è abile nella lettura dell’azione e nella capacità di recuperare palloni.

## Carriera

### Salorno, Mezzocorona, Marano
Si forma calcisticamente nelle file della squadra del comune d'origine, Salorno; a 16 anni, nel 2009-2010, debutta in prima squadra, militante nel campionato di Eccellenza.
Nel 2010 passa al Mezzocorona; trascorre gran parte della stagione 2010-2011 nella Berretti, ottenendo però presto le prime convocazioni in squadra A, ove fa il proprio esordio in Seconda Divisione il 30 gennaio 2011 in occasione della gara in trasferta contro il Lecco. 
A fine stagione i gialloverdi trentini retrocedono in Serie D; Tait continua a giocare con loro fino a dicembre 2013, assommando 76 presenze e 6 reti, dopodiché passa al Marano, militante nel medesimo campionato.

### Südtirol
Nell'estate del 2014 viene acquistato dal Südtirol, militante in terza serie, di cui diviene presto titolare fisso e autentica "bandiera", accompagnando il club bolzanino alla stabilizzazione ai vertici della categoria; segna il primo goal con la maglia biancorossa (e nel professionismo) il 7 novembre 2015, nella vittoria esterna contro la Giana Erminio.
Dal 2019 inizia a indossare la fascia di capitano in occasione delle assenze del "titolare" Hannes Fink, dopodiché (a seguito del ritiro di quest'ultimo) assume egli stesso l'incarico a partire dal campionato 2022-2023, che vede il Südtirol esordire in Serie B. Il 20 novembre 2022, in occasione della gara esterna di campionato contro il Bari, raggiunge le 300 presenze con la squadra di Bolzano, mettendo anche a segno la prima rete in cadetteria. Il 30 settembre 2024, in occasione della partita interna di campionato contro il Palermo, raggiunge le 369 presenze ufficiali con la maglia del Südtirol, superando il precedente record assoluto (368) appartenente ad Hans-Rudi Brugger.

## Statistiche

### Presenze e reti nei club
Statistiche aggiornate al 16 agosto 2025.
| Stagione           | Squadra            | Campionato         | Campionato | Campionato | Coppe nazionali | Coppe nazionali | Coppe nazionali | Coppe continentali | Coppe continentali | Coppe continentali | Altre coppe | Altre coppe | Altre coppe | Totale | Totale |
| Stagione           | Squadra            | Comp               | Pres       | Reti       | Comp            | Pres            | Reti            | Comp               | Pres               | Reti               | Comp        | Pres        | Reti        | Pres   | Reti   |
| ------------------ | ------------------ | ------------------ | ---------- | ---------- | --------------- | --------------- | --------------- | ------------------ | ------------------ | ------------------ | ----------- | ----------- | ----------- | ------ | ------ |
| 2010-2011          | Mezzocorona        | 2D                 | 1          | 0          | CI-LP           | 0               | 0               | -                  | -                  | -                  | -           | -           | -           | 1      | 0      |
| 2011-2012          | Mezzocorona        | D                  | 32         | 0          | CI-D            | 2               | 0               | -                  | -                  | -                  | -           | -           | -           | 33     | 0      |
| 2012-2013          | Mezzocorona        | D                  | 29         | 3          | CI-D            | 1               | 0               | -                  | -                  | -                  | -           | -           | -           | 30     | 3      |
| ago.-dic. 2013     | Mezzocorona        | D                  | 14         | 3          | CI-D            | 1               | 0               | -                  | -                  | -                  | -           | -           | -           | 14     | 3      |
| Totale Mezzocorona | Totale Mezzocorona | Totale Mezzocorona | 76         | 6          |                 | 4               | 0               |                    | -                  | -                  |             | -           | -           | 80     | 6      |
| dic. 2013-2014     | Marano             | D                  | 8          | 0          | CI-D            | -               | -               | -                  | -                  | -                  | -           | -           | -           | 8      | 0      |
| 2014-2015          | Südtirol           | LP                 | 33         | 0          | CI+CI-LP        | 2+1             | 0               | -                  | -                  | -                  | -           | -           | -           | 36     | 0      |
| 2015-2016          | Südtirol           | LP                 | 26         | 4          | CI+CI-LP        | 2+1             | 0               | -                  | -                  | -                  | -           | -           | -           | 29     | 4      |
| 2016-2017          | Südtirol           | LP                 | 37         | 1          | CI+CI-LP        | 1+0             | 0               | -                  | -                  | -                  | -           | -           | -           | 38     | 1      |
| 2017-2018          | Südtirol           | C                  | 33+4       | 1          | CI-C            | 2               | 0               | -                  | -                  | -                  | -           | -           | -           | 39     | 1      |
| 2018-2019          | Südtirol           | C                  | 36+2       | 3          | CI+CI-C         | 0+1             | 0               | -                  | -                  | -                  | -           | -           | -           | 39     | 3      |
| 2019-2020          | Südtirol           | C                  | 25+1       | 1          | CI+CI-C         | 3+1             | 0               | -                  | -                  | -                  | -           | -           | -           | 30     | 1      |
| 2020-2021          | Südtirol           | C                  | 33+3       | 5          | CI              | 2               | 0               | -                  | -                  | -                  | -           | -           | -           | 38     | 5      |
| 2021-2022          | Südtirol           | C                  | 34         | 2          | CI+CI-C         | 1+4             | 0+1             | -                  | -                  | -                  | SC          | 0           | 0           | 39     | 3      |
| 2022-2023          | Südtirol           | B                  | 34+3       | 3          | CI              | 1               | 0               | -                  | -                  | -                  | -           | -           | -           | 38     | 3      |
| 2023-2024          | Südtirol           | B                  | 34         | 3          | CI              | 1               | 0               | -                  | -                  | -                  | -           | -           | -           | 35     | 3      |
| 2024-2025          | Südtirol           | B                  | 19         | 1          | CI              | 0               | 0               | -                  | -                  | -                  | -           | -           | -           | 19     | 1      |
| 2025-2026          | Südtirol           | B                  | 0          | 0          | CI              | 1               | 0               | -                  | -                  | -                  | -           | -           | -           | 1      | 0      |
| Totale Südtirol    | Totale Südtirol    | Totale Südtirol    | 344+13     | 24         |                 | 24              | 1               |                    | -                  | -                  |             | 0           | 0           | 381    | 25     |
| Totale carriera    | Totale carriera    | Totale carriera    | 440        | 30         |                 | 28              | 1               |                    | -                  | -                  |             | 0           | 0           | 468    | 31     |

## Palmarès

### Club

#### Competizioni nazionali
- Serie C: 1

Südtirol: 2021-2022 (girone A)